# Brando De Sica
Brando De Sica (Roma, 10 marzo 1983) è un attore, regista e sceneggiatore italiano.

## Biografia
Figlio dell'attore e regista Christian De Sica e di Silvia Verdone, è nipote di Vittorio De Sica, María Mercader, Mario Verdone e Rosanna Schiavina (nonni paterni e materni), Manuel De Sica (zio paterno), Ramón Mercader (cugino di sua nonna María) e Luca e Carlo Verdone (zii materni). Ha una sorella minore, Maria Rosa, nata nel 1987. Nel 1993 esordisce sul grande schermo con un piccolo ruolo nel film Anni 90 - Parte II, diretto da Enrico Oldoini, con il padre Christian e Massimo Boldi, coppia dei cinepanettoni del periodo. Dopo aver preso parte ad altri film e ad alcune fiction TV, si trasferisce a Los Angeles, dove rimane per sei anni, laureandosi in Arte e Cinema (indirizzo "regia"), all'Università della California del Sud (USC).
Tra gli altri suoi lavori, ricordiamo i film A spasso nel tempo (1996) e A spasso nel tempo - L'avventura continua (1997), entrambi diretti da Carlo Vanzina, in cui interpreta il ruolo di Aspreno, figlio del principe Ascanio Orsini (interpretato dal padre Christian), la serie TV di Rai 2, diretta da Tiziana Aristarco e Claudio Norza, Compagni di scuola (2001), in cui ha il ruolo di Pietro Valobra, e la miniserie TV trasmessa da Rai 1, Attenti a quei tre (2004), regia di Rossella Izzo, in cui è protagonista insieme con il padre e a Paolo Conticini.
Dopo aver diretto i videoclip Gun at your head di Veronica Coassolo e RSX, e Shotgun degli Outline, nel 2008 dirige il film Parlami di me, tratto dall'omonimo spettacolo teatrale di Maurizio Costanzo ed Enrico Vaime e interpretato sempre dal padre e da Paolo Conticini, che ha partecipato al Festival internazionale del film di Roma di quell'anno.
Nel dicembre 2018 esce Amici come prima, il nuovo cinepanettone della ritrovata coppia Boldi-De Sica, in cui Brando ha affiancato suo padre alla regia, così come nel film Sono solo fantasmi, del 2019.
Il 9 agosto 2023 presenta al Locarno Film Festival la sua opera prima Mimì - Il principe delle tenebre, film horror-fantastico nelle sale italiane dal 16 novembre dello stesso anno.

## Filmografia

### Regista

#### Cinema
- Parlami di me (2008) – versione cinematografica dell'omonimo spettacolo teatrale del 2007, diretto da Marco Mattolini
- Amici come prima (2018) – co-regia con il padre Christian
- Sono solo fantasmi (2019) – co-regia (non accreditato) con il padre Christian
- Mimì - Il principe delle tenebre (2023)

#### Cortometraggi
- Ora o mai (2013)
- La donna giusta (2014)
- L'errore (2015)
- Non senza di me (2016)
- Aria (2018)

### Sceneggiatore

#### Cinema
- Mimì - Il principe delle tenebre (2023)

#### Cortometraggi
- Ora o mai (2013)
- La donna giusta (2014)
- L'errore (2015)
- Non senza di me (2016)
- Aria (2018)

### Attore

#### Cinema
- Anni 90 - Parte II, regia di Enrico Oldoini (1993)
- A spasso nel tempo, regia di Carlo Vanzina (1996)
- 3, regia di Christian De Sica (1996)
- A spasso nel tempo - L'avventura continua, regia di Carlo Vanzina (1997)
- Paparazzi, regia di Neri Parenti (1998)
- Gangs of New York, regia di Martin Scorsese (2002)

#### Televisione
- Anni '60, regia di Carlo Vanzina – miniserie TV (1999)
- Compagni di scuola – serie TV (2001)
- Attenti a quei tre, regia di Rossella Izzo – miniserie TV (2004)

## Riconoscimenti
- David di Donatello
  - 2015 – Candidatura al miglior cortometraggio per L'errore
- Nastro d'argento
  - 2016 – Candidatura al miglior cortometraggio fiction per Non senza di me
  - 2024 – Premio HamiltonBehind the camera per Mimì - Il principe delle tenebre